# 官奴司
官奴司（かんぬし／かんぬのつかさ／やつこのつかさ）は、日本の律令制で、宮内省に属する役所。

## 概要
『職員令』の規定によると、 官有の賤民（官戸および官奴婢）の管理・統轄を行い、その名籍・口分田のことを管掌し、正・佑・令史各1名、使部10人、直丁1人からなる。『官位令』の規定によると、正は正六位上相当。佑は従七位相当。令史は『大初位』相当。
天平勝宝2年（750年）二月二十四日付の『東南院文書』に官奴婢解があり、奴隷200人の人名・年齢などと、官奴佑凡河内伊美吉臣足・同令史勝子僧の名前が記されている。『続日本紀』・『日本後紀』に官奴司の名前が若干現れているが、『類聚三代格』によると、大同3年（808年）正月20日の詔で、主殿寮に併合された。